# AI (virus máy tính)
AI là virus máy tính nhiễm tập tin.EXE. Virus tải vào bộ nhớ thực thi các chương trình lây nhiễm và sau đó ảnh hưởng các hoạt động thời gian thực và hủy chương trình hay che tập tin. Virus không ảnh hưởng tới tất cả tập tin.EXE nhưng nhiễm tập tin DOS rất dễ dàng. AI thêm các bit thừa vào phần cuối nội dung của tập tin bị nhiễm.